# Рух за визволення дельти річки Нігер

Нігерійські менди. Військове формування, партизани

Рух за визволення дельти річки Нігер (англ. Movement for the Emancipation of the Niger Delta, MEND/МЕНД, відповідно учасники руху — менди) — нігерійські військові формування або партизани (а також їхні учасники), до лав яких входять корінні жителі переважно штату Ріверс (здебільшого етнічні іджо).
Менди збройними шляхом виступають проти гноблення народу та нищення природи в районі дельти річки Нігер. Великі поклади нафти спричинили наплив іноземних нафтовидобувних компаній і це потягло за собою зростання соціальної нерівності в Нігерії. Частково добрі показники якості життя є лише у великих містах і портах, натомість сільська місцевість та віддалені райони країни перебувають на межі гуманітарної катастрофи. Саме ця обставина і змусила взятись за зброю місцеве населення. Вони вірять, що захищають національні інтереси своєї країни, на що не здатний їхній уряд.
Основними методами стають близькі до тероризму викрадення іноземців з метою отримання викупу, грабування суден тощо. За жорстокістю і безпринципністю менди нагадують сомалійських піратів.